# 美作騒擾
美作騒擾（みまさかそうじょう）とは、1873年（明治6年）5月26日から30日にかけて現在の岡山県北部で発生した一揆。1871年（明治4年）に施行された解放令や1873年（明治6年）に施行された徴兵令に反対した農民が被差別民の集落を襲撃した。強訴やエッタ討ちとも。

## 概要
1871年（明治4年）に施行された解放令は、穢多・非人らの被差別区分を撤廃し、職業の自由を認めた太政官布告であった。この布告や1873年（明治6年）に施行された徴兵令に対して、旧北条県（現在の岡山県北部）の農民たちは旧被差別民達と同格になることや旧被差別民が「増長」することを不服としていた。1871年（明治4年）5月、西西条郡貞永寺村の有力者であった筆保卯太郎等が一揆を計画した。26日には、貞永寺村に白装束（血税や徴兵のシンボル）で出現し、村民を不審がらしめた。そこで指導者の卯太郎は「北条県庁へ強訴しよう」と提案して、二手に分かれて東西から現在の津山市にあった県庁を襲撃しようと進軍した。そのうち、東側に進軍した村民たちは加茂谷の人々も一揆に参加させようと画策し、「徴兵反対」や「穢多是迄通り（今まで通り穢多は農民の下の存在である）」のスローガンの下に村民たちを強制的に動員した。そのうち、加茂谷に点在していた旧被差別集落は、「これまでの穢多としての扱いで結構です」と詫び状を書き一揆勢に降伏した箇所もあったが、「太政官布告で四民平等が述べられているのだから屈する必要はない」と抵抗する集落も当然存在した。29日には、抵抗する集落のひとつであった勝北郡の津川原集落では、村民たちが刀や槍を用意したら、肥桶を黒く塗り大砲のように偽装した上で、一揆勢と睨み合った。当初は一揆勢も大砲を警戒していたものの、そのうち大砲が偽物であることを見抜き一気に殺気立ち、集落を襲撃した。集落側は奮戦したが降参し、富豪の者で「巨頭」の宰務半之丞や手習の師匠である朝日八郎（八郎は被差別民出身ではなかった）、松原治三郎、その他3名（名不詳）が陳謝に訪れ、一揆勢は彼らを加茂川沿いにあった火葬場に押し込んだ。その後半之丞から1人ずつ水溜めの中に突き落とした上で槍で刺殺、あるいは投石によって殺害していった。最後に残った治三郎は隙を見て逃亡を図ったが、後ろから石を投げられ惨殺された。その後、一揆勢は半之丞の邸宅や蔵に火をつけ、その火は燃え移り集落の全ての家屋を燃やし尽くした。住民達は逃げ惑ったものの、男11名、女7名が捕まり、藁束で縛られた上で火の中に放り込まれたという。
実行犯の1人である宇治貞蔵は、津川原集落に火をつけた後、村民達が山の方へ逃げるのを確認したため山中での散策を開始した。28日には一度山中の大字・大庭というところで仮眠を取った上で、翌29日には巌窟に逃げ隠れていた山本小一郎（46歳）、小一郎の母・つや（79歳）、小一郎の兄・山本権平の妻・しも（43歳）、権平としもの娘・はつ（1歳）、山本与作の娘・こむめ（9歳）の5人を発見し、殺そうと思い石を投げつけ、その後広戸村の大谷類次郎・小島伴次郎・井上良吉・水島寅平も石を投げ、5人は全身に怪我を負った。そしてはつは横腹を、こむめは胸を槍で突き殺害し、つやとしもも刺殺された。小一郎は投石による怪我の苦痛に耐えかね、90メートルほど山を下ったところにある木で自殺（縊死）した。その後貞蔵は斬刑となっている。
結果的に、この一揆に加担した2万6000人が処罰、5人が斬刑、236戸が消失、51戸が破壊、9つの村が詫び状を提出、18人が死亡、13人が負傷した。

## 被害集落
| 郡名       | 集落名     | 詫び状    | 破壊（戸） | 焼亡（戸） | 負傷（人） | 死亡（人） | 備考  |
| ---------- | ---------- | --------- | ---------- | ---------- | ---------- | ---------- | ----- |
| 西西条郡   | 和田村     | 無        | 15         | 1          | 無         | 無         | [ 4 ] |
| 西西条郡   | 土居村     | 無        | 2          | 無         | 無         | 無         | [ 4 ] |
| 西西条郡   | 寺元村     | 無        | 1          | 無         | 無         | 無         | [ 4 ] |
| 西西条郡   | 吉原村     | 無        | 無         | 7          | 無         | 無         | [ 4 ] |
| 西西条郡   | 神戸村     | 無        | 19         | 11         | 無         | 無         | [ 4 ] |
| 西西条郡   | 院庄村     | 無        | 無         | 7          | 無         | 無         | [ 4 ] |
| 東北条郡   | 津川原村   | 無        | 無         | 102        | 10         | 18         | [ 4 ] |
| 東北条郡   | 下高倉村   | 無        | 無         | 4          | 無         | 無         | [ 4 ] |
| 東北条郡   | 中原村     | ○（伝承） | 無         | 無         | 無         | 無         | [ 4 ] |
| 東北条郡   | 藤の木村   | ○（伝承） | 無         | 無         | 無         | 無         | [ 4 ] |
| 久米南条郡 | 古城村     | 無        | 1          | 無         | 無         | 無         | [ 4 ] |
| 久米南条郡 | 表木村     | ○         | 無         | 無         | 無         | 無         | [ 4 ] |
| 英田郡     | 土居村     | 無        | 無         | 25         | 無         | 無         | [ 4 ] |
| 吉野郡     | 五名村     | ○         | 無         | 1（染吉）  | 無         | 無         | [ 4 ] |
| 吉野郡     | 桂坪村     | 無        | 無         | 25         | 無         | 無         | [ 4 ] |
| 吉野郡     | 栗井中村   | ○         | 無         | 無         | 無         | 無         | [ 4 ] |
| 勝北郡     | 豊久田村   | 無        | 無         | 36         | 無         | 無         | [ 4 ] |
| 勝北郡     | 勝加茂東村 | ○         | 無         | 無         | 無         | 無         | [ 4 ] |
| 勝北郡     | 真加部村   | ○         | 無         | 無         | 無         | 無         | [ 4 ] |
| 勝北郡     | 穴ヶ谷村   | ○         | 無         | 無         | 無         | 無         | [ 4 ] |
| 勝南郡     | 日上村     | ○         | 2          | 無         | 無         | 無         | [ 4 ] |
| 勝南郡     | 飯岡村     | △（未遂） | 無         | 無         | 無         | 無         | [ 4 ] |
| 東南条郡   | 本郷村     | ○         | 13         | 41         | 無         | 無         | [ 4 ] |
| 久米北条郡 | 大久保村   | ○         | 無         | 無         | 無         | 無         | [ 4 ] |
| 真島郡     | 久世村     | 無        | 無         | 全戸       | 無         | 無         | [ 4 ] |
| 真島郡     | 中管村     | 無        | 無         | 全戸       | 無         | 無         | [ 4 ] |